# László Sólyom
László Sólyom, född 3 januari 1942 i Pécs, död 8 oktober 2023, var en ungersk politiker och jurist som var landets president 2005–2010. Han blev vald till president 7 juni 2005 och tillträdde posten 5 augusti samma år. Han avgick från presidentämbetet 5 augusti 2010 och efterträddes av Pál Schmitt. Sólyom var partipolitiskt oberoende.
Sólyom föddes i den ungerska staden Pécs där han även studerade juridik och statsvetenskap. Han tog examen 1965 och undervisade därefter vid institutet för civilrätt i Jena i Östtyskland samtidigt som han höll på med sina doktorandstudier, som avslutades med doktorsexamen 1969. Efter att ha återvänt till Ungern arbetade han som professor vid olika universitet och rättsinstitut i Budapest, bland annat ELTE från 1983, på PPKE från 1996 och på Julius Andrássys tyskspråkiga universitet från 2002.
Hans politiska engagemang tog sin början under 1980-talet när han var juridisk rådgivare till miljöorganisationen Duna Kör ("Donaucirkeln"), som motsatte sig dammbyggnader på Donau. Sólyom var en av grundarna av Ungerns konservativt kristdemokratiska parti Magyar Demokrata Fórum 1987. Han lämnade dock partiet 1989, då han valdes in i Författningsdomstolen, där han var ordförande 1990 till 1998. 2000 grundade han en miljö- och civilrättsaktivistisk NGO.